# Gunnera rheifolia
Gunnera rheifolia là một loài thực vật có hoa trong họ Dương nhị tiên. Loài này được Schindl. mô tả khoa học đầu tiên năm 1905.